# Monika Grzymala
Monika Grzymala (* 1970 in Zabrze, Polen) ist eine polnisch-deutsche Installationskünstlerin, Bildhauerin und Grafikerin.

## Leben und Werk
Die frühe Kindheit verbrachte Monika Grzymala in Polen. Im Jahr 1980 kam sie mit ihrer Familie nach Deutschland und lebte zunächst in Hamburg.
Nach der vierjährigen Ausbildung zur Steinbildhauerin in Kaiserslautern studierte Monika Grzymala zwischen 1994 und 2001 Bildende Kunst an den Hochschulen in Karlsruhe, Kassel und Hamburg. Während ihrer Studienzeit in Kassel gehörte sie 1996 zu den Mitbegründern der Stellwerk Performance Galerie im alten Wartesaal des Kulturbahnhofs Kassel. Nach dem Abschluss des Studiums mit dem Diplom für Geisteswissenschaften an der Hochschule für Bildende Künste Hamburg begann sie mit zweidimensionalen Installationen und ging 2003 mit einem Stipendium des Deutschen Akademischen Austauschdienstes nach New York. Im Jahr 2005 erhielt sie das Dorothea Erxleben-Stipendium des Landes Niedersachsen und ging an die Hochschule für Bildende Künste Braunschweig, wo sie auch einen Lehrauftrag erhielt.
Anschließend arbeitete sie als Artist in Residence im Center for Experimental Art on Long Island, New York und bei der Donald Judd Foundation in Marfa (Texas). Sie erhielt Unterstützung und Zuschüsse von der Stiftung Kunstfonds in Bonn, der Akademie der Künste in Berlin und ein Stipendium der Henry Moore Foundation in Hertfordshire. Zu ihren Förderern zählt die einflussreiche New Yorker Kunstsammlerin Dian Woodner. Neben ihrer künstlerischen Tätigkeit wurde Monika Grzymala als Gastprofessorin an die Hochschule für Bildende Künste Braunschweig (2012–2013) und an die Universität für angewandte Kunst Wien (2013–2014) berufen und leitete zahlreiche Workshops.
Ihre erste große Installation gestaltete sie im Jahr 2000 auf der Eislaufbahn in Hamburg-Stellingen. Für die begehbare Installation Ein Grad über Null hat sie zehn Farbschichten nacheinander aufgetragen und einfrieren lassen. Monika Grzymala arbeitet bei ihren Rauminstallationen mit Klebetapes, verstärkten handgeschöpften Papieren und Papierbändern sowie mit Blei- und Metallschnüren. In den letzten 15 Jahren schuf sie annähernd 50 zwei- und dreidimensionale Tape-Art-Rauminstallationen, wobei sie für jedes Werk zwischen drei und zehn Kilometer Tapebänder verarbeitete. Diese Rauminstallationen stellte sie unter anderem im Museum of Modern Art in New York, im Tokyo Fuji Art Museum, in der Hamburger Kunsthalle und in der Albertina in Wien aus.
Monika Grzymala lebt und arbeitet in Berlin. Sie stellt ihre Installationen häufig in der Galerie Crone aus und nimmt an internationalen Kunstmessen wie der ARCO Madrid teil.

## Auszeichnungen (Auswahl)
- 2014 Otto Retter Award für Performance-Kunst, Krems
- 2012 Boesner Art Award, Witten[8]
- 2011 Bellagio Creative Arts Fellowship, The Rockefeller Foundation (Nominierung)
- 2010 Hans Platschek-Preis für Kunst und Schrift, verliehen auf der art Karlsruhe
- 2010 Index award, Hamburg
- 2010: Hans Platschek Preis für Kunst und Schrift der Hans Platschek Stiftung

## Ausstellungen (Auswahl)
- 2019 Postcard reloaded, Europäischer Kunstverein im Museum Kunstraum Potsdam
- 2016 Tensioni Strutturali #1, Gruppenausstellung, Eduardo Secci Contemporary, Florenz
- 2016 Envoi, Reykjavík Art Museum, Reykjavík
- 2015 Raumzeichnung, Einzelausstellung, Albertina, Wien[9][10]
- 2015 Wie Raum wird, Einzelausstellung, Museum für Gegenwartskunst, Siegen[11]
- 2015 Spaceliner, Arter Space for Art, Istanbul[12]
- 2015 Raaklijnen, S.M.A.K. Stedelijk Museum voor Actuele Kunst, Gent
- 2015 Drawing Biennial 2015, The Drawing Room, London
- 2015 Synthesis, Reykjavík Art Museum, Reykjavík[13]
- 2015, Tree of Life, Woodner Building, New York
- 2015 Cycle, Museum voor de Schonen Kunsten, Gent
- 2014 Rückbau, Einzelausstellung, Villa Zanders Städtische Galerie, Bergisch Gladbach[14]
- 2013 Mono Meros, Einzelausstellung, Kunsthalle Hamburg[15]
- 2013 Volumen, The Morgan Library & Museum, New York[16]
- 2013 Drawing Biennial 2013, The Drawing Room, London
- 2012 The River und Aerial, 18th Biennale of Sydney, Sydney
- 2011 Weiss in Weiss, Einzelausstellung, Marstall Ahrensburg
- 2010 Untitled, Einzelinstallation, On Line: Drawing Through the Twentieth Century, MoMa, New York[17]
- 2010 permante Installierung, The Dian Woodner Collection, New York
- 2010 Washi made in Germany, Gruppenausstellung, Tokyo Fuji Art Museum, Tokio
- 2009 Ruptures, Einzelausstellung, Drawing Room, London[18]
- 2009 Junge Akademie und Pas de deux (mit Kelly Wood), Akademie der Künste, Berlin
- 2009 Dual und Distorsions, Gemeinschaftsausstellungen mit Kelly Wood, Catriona Jeffries Gallery; Vancouver
- 2008 UND, Griffelkunst, Hamburg
- 2008 The Last Book by Luis Camnitzer, Nationalbibliothek, Madrid
- 2007 Hot rock, Gruppenausstellung, Transmission Gallery, Glasgow
- 2006 Freeing the Line, Gruppenausstellung, Marian Goodman Gallery, New York[19]
- 2005 LineAge, Gruppenausstellung, The Drawing Center, New York